# فراني وزوي (رواية)
فراني وزوي (بالإنجليزية: Franny and Zooey)‏ هو كتاب للمؤلف الأمريكي جيروم ديفيد سالينجر يتألف من القصة القصيرة «فراني» والرواية القصيرة زوي. نُشر العملان معًا في كتاب واحد في عام 1961، وظهرا للمرة الأولى في مجلة النيويوركر في عامي 1955 و1957 على التوالي. ركز الكتاب على الشقيقَين فراني وزوي، الفردان الأصغران لدى عائلة غلاس التي تكرر ورودها في كتابات سالينجر.
تروي «فراني» قصة فراني غلاس، أخت زوي، وهي طالبة في كلية صغيرة للعلوم الإنسانية. تجري أحداث القصة في مدينة جامعية مجهولة الاسم في أثناء زيارة فراني حبيبها لاين في عطلة نهاية الأسبوع. تشعر بخيبة أمل نتيجة الأنانية وانعدام الموثوقية التي تتلقاها من كل ما يحيط بها، وتقرر الهروب من تلك المشاعر عن طريق الوسائل الروحانية.
تجري أحداث «زوي» بعد «فراني» بفترة قصيرة في شقة عائلة غلاس في الجانب الشرقي الأعلى من مدينة نيويورك. بينما تعاني شقيقة الممثل زوي الصغرى فراني انهيارًا روحانيًا ووجوديًا في غرفة معيشة والديهما في مانهاتن، وهو ما يُقلق والدتهما بيسي، فيأتي زوي لمساعدة فراني، ويقدم لها ما يعتقد أنه حب أخوي وتفهّم وموعظة حسنة.

## ملخص الحبكة

### فراني
تتمحور القصة القصيرة حول الموعد الغرامي في عطلة نهاية الأسبوع بين فراني وحبيبها الجامعي، لان كوتل. يأخذها لان لتناول الغداء في غرفة طعام عصرية، وسرعان ما تغضب فراني عندما لا يبدو مهتمًا سوى في الحديث عن تفصيلات بشأن إحباطاته الأكاديمية. تشكك فراني في أهمية التعليم الجامعي وقيمة أصدقاء لان. لا تأكل شيئًا، تشعر بالغثيان، وتصبح تدريجيًا غير مرتاحة بالحديث إلى لان. تستأذن في نهاية الأمر للذهاب إلى دورة المياه، حيث تستعيد هدوءها بعد نوبة من البكاء.
تعود إلى الطاولة، حيث يسألها لان عن كتاب صغير تحمله. تخبره أن الكتاب يحمل عنوان طريق الحج ويحكي قصة تعلم رحالة روسي القدرة على «الصلاة دون انقطاع». تنطوي صلاة يسوع على تلاوة الصلاة: «يا سيدي يا يسوع كن رحيمًا بي»، في أسلوب مشابه لطقوس كوان الخاصة بطائفة زن البوذية، إلى أن يفقد مؤدي تلك الطقوس وعيه لبرهة. يكون لان غير مهتم بالقصة وأكثر ما يشغله هو الحفاظ على خطتهما التي تتضمن حضور الحفلة ومباراة كرة القدم، ولكنه يلتفت إلى رعاية فراني ويؤجل نشاطات العطلة الأسبوعية عندما يُغمى عليها. يذهب بعد استيقاظها لطلب سيارة أجرة ويوصلها إلى مسكنها، ويتركها وحيدة تمارس طقوس الصلاة دون انقطاع.

### زوي
يقرأ زوي رسالة عمرها أربع سنين من أخيه بادي في حمام بيت أهله. يناقش بادي في الرسالة انتحار أخيهما الأكبر سايمور قبل عدة سنوات، ويشجع زوي على إكمال مسيرته المهنية في التمثيل في حال كان منجذبًا إليها. تدخل والدة زوي (بيسي) إلى الحمام، ويدور بينهما نقاش طويل يتمحور حول مخاوف بيسي بشأن أخته فراني التي تعاني حالة من الانهيار العاطفي وترفض تناول الطعام. تدور بين زوي ووالدته مشاجرة كلامية ومزاح ويطلب منها بشكل متكرر أن تغادر. تستوعب بيسي سلوك زوي، وتعلق على ذلك بأنه يصبح أكثر فأكثر مثل أخيه بادي، وتتعجب مما حصل لأولادها الذين كانوا في يوم من الأيام لطفاء ومحببين جدًا.
بعد مغادرة بيسي، يرتدي زوي ملابسه ويذهب إلى غرفة المعيشة حيث يجد فراني على الأريكة مع قطتهم بلومبيرغ، ويبدأ التحدث إليها. بعد إزعاجه فراني بالتشكيك بدوافع تلاوتها «صلاة يسوع» واتهامها بالأنانية، ينسحب زوي إلى غرفة نوم سايمور وبادي السابقة، ويقرأ الاقتباسات الفلسفية التي تغطي باب الغرفة. يتصل زوي بفراني بعد تفكيره في الأمر مدعيًا أنه بادي. تدرك فراني في النهاية الحيلة، ولكنها تستمر بالتحدث مع زوي. يشارك زوي معها بعض أقوال الحكمة التي سمعها ذات يوم من بادي، والتي فحواها أن حياة المرء يجب أن يسودها التفاؤل والحب، حتى إن لم يلاحظ أحد ذلك، لأن يسوع سيلاحظ. تستلقي فراني في سرير والديها بعد أن يقفل زوي الخط وتبتسم محدقة بسقف الغرفة.

## روابط خارجية
- فراني وزوي (رواية) على موقع الموسوعة البريطانية (الإنجليزية)